# Lenomyrmex costatus
Lenomyrmex costatus är en myrart som beskrevs av Fernandez och Palacio G. 1999. Lenomyrmex costatus ingår i släktet Lenomyrmex och familjen myror. Inga underarter finns listade i Catalogue of Life.